# Hermann Dahlke
Hermann Dahlke, né le 11 février 1917 à Greifswald en Empire allemand et mort le 5 juillet 1943 à Belgorod en Russie, est un officier SS allemand lors de la Seconde Guerre mondiale.

## Biographie
Hermann Dahlke est né le 11 février 1917 à Greifswald en Allemagne.
En 1933, il rejoint les Jeunesses hitlériennes et plus tard rejoint le service du travail bénévole, et adhère à la SS et il est affecté à la 1re division SS Leibstandarte Adolf Hitler.
Dahlke reçoit la Croix de Chevalier le 3 mars 1943, durant la troisième bataille de Kharkov. Son peloton renversa l'ennemi supérieur en nombre et contribua au succès du bataillon et de l'ensemble du groupe de combat. Promu au grade de lieutenant SS, il reçut le commandement de la 3e Compagnie, 1er Régiment SS Panzer Grenadier et a été tué dans l'action le 5 juillet 1943 sur le front russe près de Belgorod.